# Берёзовка (Давлекановский район)
Берёзовка (баш. Березовка) — село в Давлекановском районе Республики Башкортостан Российской Федерации. Входит в состав Алгинского сельсовета.

## География

### Географическое положение
Расстояние до:
- районного центра (Давлеканово): 25 км,
- центра сельсовета (Алга): 4 км,
- ближайшей ж/д станции (Давлеканово): 25 км.

## Население
| 2002 | 2009 | 2010 |
| ---- | ---- | ---- |
| 129  | ↗130 | ↗145 |

Национальный состав
Согласно переписи 2002 года, преобладающие национальности — русские (50 %), немцы (35 %). 